# 斯科罗普斯科夫斯基
斯科罗普斯科夫斯基（羅馬化：Skoropuskovskiy）是俄罗斯莫斯科州的市级镇，属州辖市谢尔吉耶夫镇市（城市区），地处莫斯科州东北部，在区行政中心谢尔吉耶夫镇北偏东、州府莫斯科东北方，靠近莫斯科州与弗拉基米尔州的州界。A108公路（莫斯科大环公路）穿过该镇。
该地2021年人口有6,531人；2010年人口6,685；2002年人口5,479；1989年人口6,184。